# عملیات روانی
عملیات روانی (به انگلیسی: Psychological operations) یا سای‌آپ (به انگلیسی: PSYOP) عملیاتی است برای انتقال اطلاعات منتخب به مخاطبان انجام می‌شود. این نوع عملیات با هدف تأثیرگذاری بر انگیزه و روش تفکر افراد سعی می‌کند در نهایت منجر به تغییر عملکرد و رفتار دولت‌ها، سازمان‌ها، گروه‌ها و قدرت‌های تابعه شود.